# Orazione nell'orto (Mantegna Tours)
L'Orazione nell'orto è un dipinto, tempera su tavola (71x94 cm), di Andrea Mantegna, datato 1457-1459 e conservato nel Musée des Beaux-Arts di Tours. Il pannello faceva originariamente parte della predella della Pala di San Zeno, con la Resurrezione, nello stesso museo, e la Crocifissione, al Louvre.

## Storia
La pala venne commissionata prima del 1457, realizzata a Padova nella bottega e dell'artista e inviata a Verona nel 1459.
Nel 1797, durante le soppressioni napoleoniche, la pala venne requisita e inviata a Parigi nel Museo Napoleone, futuro Louvre. Durante le restituzioni della Restaurazione (1815), si riuscì a recuperare i tre pannelli principali e la cornice, ma la predella rimase in Francia, dove si trova tuttora. Oggi in loco si vede una copia moderna della predella.

## Descrizione e stile
La scena ha affinità con la tavola dell'Orazione nell'orto di Londra, con il Cristo inginocchiato su un gradino roccioso, simile a un altare, mentre prega rivolto a un angelo che appare in cielo e tre apostoli addormentati poco sotto (Pietro, Giacomo il Maggiore e Giovanni). Nel resto del dipinto campeggia un vastissimo paesaggio, curato nei minimi dettagli, con una città sulla collina a sinistra, con le mura parzialmente franate, che rappresenta una Gerusalemme ideale, ricca di monumenti che ricordano le città italiane. Dalla strada sta arrivando il gruppo di soldati per arrestare Gesù, guidati da Giuda Iscariota.
Tra i numerosi dettagli minuti, derivati dall'imitazione dell'arte fiamminga, ci sono la cascata a sinistra, il ponticello di assi con una lepre, l'albero in primo piano, di straordinario realismo, la frutta sui rami.